# Torbay (Canada)
Torbay is een gemeente (town) in de Canadese provincie Newfoundland en Labrador. De gemeente ligt aan de oostkust van het eiland Newfoundland en maakt deel uit van de Metropoolregio St. John's.

## Geografie
Torbay ligt op het schiereiland Avalon in het uiterste zuidoosten van het eiland Newfoundland. De plaats ligt 12 km ten noorden van de provinciehoofdstad St. John's en is onderdeel van de metropoolregio van die stad. St. John's International Airport ligt tussen Torbay en St. John's in.

## Toponymie
Torbay dankt zijn naam aan de stad Torbay in het Engelse graafschap Devon. De plaats werd in 1615 op de kaart gezet tijdens de exploratie door de Britse kolonist John Mason. Hij was getroffen door de grote gelijkenis tussen de baai en de rotsformaties van deze Newfoundlandse locatie met het Engelse Torbay.

## Geschiedenis
De geschiedenis van Torbay wordt net als deze van St. John's getekend door de drie Franse invasies en veroveringen van het gebied en de heroveringen door de Britten.

## Demografie
Torbay kent voornamelijk woonwijken van personen actief in de aangrenzende stad. De slaapstad is een van de snelst groeiende gemeenten in de provincie in het begin van de 21e eeuw. In de halve eeuw tussen 1971 en 2021 verviervoudigde de bevolkingsomvang bijna, van zo'n 2000 tot bijna 8000 inwoners.
| Demografische ontwikkeling van Torbay tussen 1951 en 2021                  |
| -------------------------------------------------------------------------- |
|                                                                            |
| Bron: Statistics Canada (1951–1986, 1991–1996, 2001–2006, 2011–2016, 2021) |

### Taal
In 2021 had 98,7% van de inwoners van Torbay het Engels als moedertaal; 99,9% was die taal machtig. Hoewel slechts 50 mensen (0,6%) het Frans als moedertaal hadden, waren er 720 mensen die die andere Canadese landstaal konden spreken (9,2%). Naast het Engels en Frans was de meest gekende taal de Amerikaanse Gebarentaal met 50 personen die ze machtig waren (0,6%).